# Фридфон
Фридфо́н (фр. и окс. Fridefont) — коммуна во Франции, находится в регионе Овернь. Департамент — Канталь. Входит в состав кантона Шод-Эг. Округ коммуны — Сен-Флур.
Код INSEE коммуны — 15073.
Коммуна расположена приблизительно в 450 км к югу от Парижа, в 100 км южнее Клермон-Феррана, в 55 км к востоку от Орийака.

## Население
Население коммуны на 2008 год составляло 114 человек.
| 1962 | 1968 | 1975 | 1982 | 1990 | 1999 | 2008 |
| ---- | ---- | ---- | ---- | ---- | ---- | ---- |
| 131  | 148  | 131  | 124  | 126  | 134  | 114  |

## Экономика

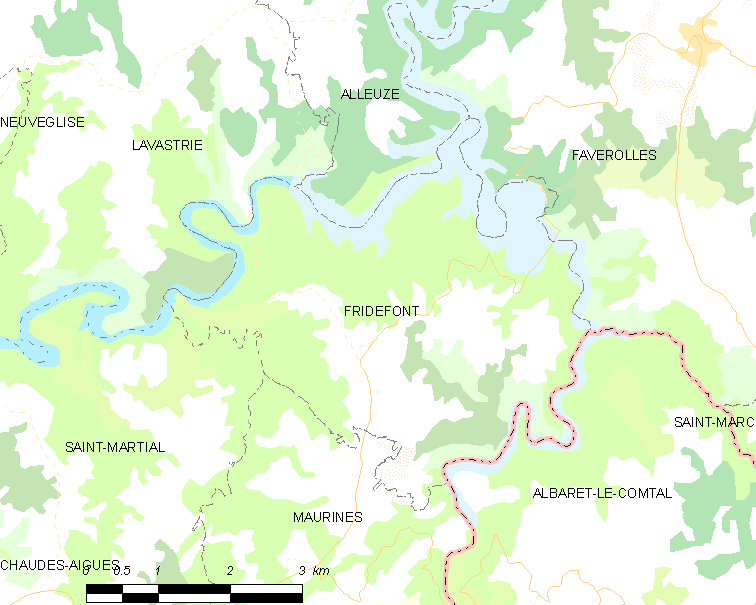
Карта коммуны

В 2007 году среди 72 человек в трудоспособном возрасте (15—64 лет) 52 были экономически активными, 20 — неактивными (показатель активности — 72,2 %, в 1999 году было 70,0 %). Из 52 активных работали 48 человек (27 мужчин и 21 женщина), безработных было 4 (1 мужчина и 3 женщины). Среди 20 неактивных 2 человека были учениками или студентами, 13 — пенсионерами, 5 были неактивными по другим причинам.